# Michel Zuccarelli
Michel Zuccarelli (* 30. Oktober 1953 in Montfermeil) ist ein ehemaliger französischer Radrennfahrer.

## Sportliche Laufbahn
Zuccarelli (auch Zucarelli) war im Straßenradsport und im Bahnradsport aktiv. Er startete für den Verein CSM Puteaux. Er war Teilnehmer der Olympischen Sommerspiele 1972 in München im Bahnradsport. Der französische Bahnvierer mit Bernard Bocquet, Jacques Bossis, Michel Zuccarelli und Jean-Jacques Fussien konnte sich dort in der Mannschaftsverfolgung nicht platzieren. In der Einerverfolgung wurde er auf dem 20. Rang klassiert.
Im Olympiajahr wurde er Vize-Meister in der Einerverfolgung der französischen Amateure hinter Bernard Darmet.
Auf der Straße war er 1977 im Etappenrennen Tour du Loir-et-Cher vor Alain Mas erfolgreich. 1979 gewann er eine Etappe des Circuit de Saône-et-Loire und beendete die Rundfahrt auf dem zweiten Platz. Dritte Plätze holte Zuccarelli 1976 in der Route de France und bei Paris–Vierzon 1978. 1977 bestritt er die Internationale Friedensfahrt und kam auf den 29. Gesamtrang.
Zuccarelli blieb während seiner Laufbahn als Radrennfahrer Amateur.